# Beilschmiedia linocieroides
Beilschmiedia linocieroides är en lagerväxtart som beskrevs av Hsi Wen Li. Beilschmiedia linocieroides ingår i släktet Beilschmiedia och familjen lagerväxter. Inga underarter finns listade i Catalogue of Life.